# Hamodactylus
Hamodactylus is een geslacht van kreeftachtigen uit de klasse van de Malacostraca (hogere kreeftachtigen).

## Soorten
- Hamodactylus aqabai Bruce & Svoboda, 1983
- Hamodactylus boschmai Holthuis, 1952
- Hamodactylus macrophthalmus Fransen & Rauch, 2013
- Hamodactylus noumeae Bruce, 1970